# Krasnopólie
Krasnopólie (en rus: Краснополье) és un poble de l'óblast de Sakhalín, a l'Extrem Orient de Rússia, que el 2013 tenia 665 habitants. Pertany al districte d'Uglegorsk.